# Progressive Rock Bibliography
Die Progressive Rock Bibliography (kurz Progbibliography) ist eine in Deutschland registrierte englischsprachige Progressive-Rock-Website. Es handelt sich um eine umfassende Bibliographie zum Thema Progressive Rock.

## Geschichte
Die Idee entstand aus einer Suchliste für eine private Büchersammlung, die im Sommer 2001 ins Netz gestellt wurde. Diese Liste wuchs auch dank der Mitarbeit zahlreicher Progressive-Rock-Hörer weltweit sehr schnell zu einer umfassenden Bibliographie an, die in unterschiedlichen Kategorien versucht, möglichst vollständig die publizierte Literatur zu erfassen. Sie war daher bald kein einfaches Inventar der Sammlung mehr und wurde von Wissenschaftlern und Autoren in aller Welt genutzt. Auch Anfragen (auf Deutsch und Englisch) waren möglich. Die Website wurde im Rhythmus von zwei bis vier Wochen ergänzt, seit Oktober 2008 gab es allerdings keine Aktualisierungen mehr.

## Inhalt
Den Inhalt der Website bilden bibliographische Daten zu 705 Büchern und Aufsätzen zum Thema Progressive Rock/Art Rock. Es handelt sich dabei in erster Linie um journalistische Texte (v. a. Bandbiographien) und musikwissenschaftliche Texte. Hinzu treten Songbooks, die allerdings im Allgemeinen bibliografisch nicht sehr gut erfasst sind, und somit auch auf den Seiten der Progbibliography nur lückenhaft erfasst werden können. Nicht enthalten sind Artikel aus Musikmagazinen, Fanzines etc. Alle Bücher und Artikel werden mit Autorname, Titel, Untertitel, Reihentitel, Ort, Jahr und ISBN erfasst, zudem sind Links zu zahlreichen Online-Texten gesetzt. Fehlende Informationen sind markiert; Lücken bestehen vor allem bei nicht deutsch-, englisch-, französisch- oder italienischsprachigen Publikationen. Auch japanische Literatur ist recht umfangreich erfasst (Titel ins Englische übersetzt, mit Hinweis auf die Publikation in japanischer Sprache). Es wurde zudem versucht, im Erscheinen begriffene und im Entstehen begriffene Publikationen zu erfassen, soweit der Webmaster mit den Autoren in Kontakt stand.
Zusätzlich findet sich auf den Seiten der Progressive Rock Bibliography eine reichhaltige (wenn auch nicht annähernd vollständige) Liste zu literarischen (und philosophischen etc.) Anspielungen und Zitaten im Prog von den Anfängen in den späten Sechzigern bis in die Gegenwart. Dies umfasst die naheliegenden Quellen wie die Bibel und Herr der Ringe ebenso wie Abseitiges und Vereinzeltes, z. B. die shastrischen Schriften Indiens (zu Yes’ Tales from Topographic Oceans) oder The King of Elfland’s Daughter von Edward Plunkett, 18. Baron of Dunsany (zu Glass Hammers The Inconsolable Secret).
Der inhaltliche Rahmen erstreckt sich von den so genannten Big Five (Yes, Emerson, Lake & Palmer, King Crimson, Gentle Giant und Genesis) bis an die Ränder des Progressive Rock. Die Literatur zu Procol Harum, Mike Oldfield, Jon Lord und The Moody Blues ist erfasst, Pink Floyd bleiben jedoch (schon aus praktischen Gründen) ausgespart. Zudem ist Literatur zu solchen Bands, die nicht zum Progressive Rock gerechnet werden, dann verzeichnet, wenn sie frühere oder spätere Mitglieder von Progressive-Rock-Bands in ihren Reihen hatten (etwa Badfinger oder Asia).
Für Einsteiger in die Progliteratur interessant ist eine kurze Liste einführender oder grundlegender Publikationen.

## Aufbau
Die Homepage besteht nach einer Einleitung aus einer (teilweise kommentierten) Liste aller auf den restlichen Seiten der Website thematisch versammelten Titel. Dieselbe Liste gibt es auch unkommentiert (also druckerfreundlich). Daneben gibt es thematisch sortierten Listen. Das Angebot wird ergänzt durch eine Einführung in die Progliteratur, eine Liste mit Desiderata, die erwähnte umfangreiche Liste zu literarischen Anspielungen und Zitaten im Prog, sowie eine Liste mit Songbooks und eine Linkliste.